# 小行星1251
小行星1251（1251 Hedera）是一颗围绕太阳公转的小行星。1933年1月25日，卡爾·威廉·萊茵姆特在海德堡发现了此天体。
該小行星以常春藤命名。
这颗小行星的绝对星等为218.01352等。